# Dirk Maas

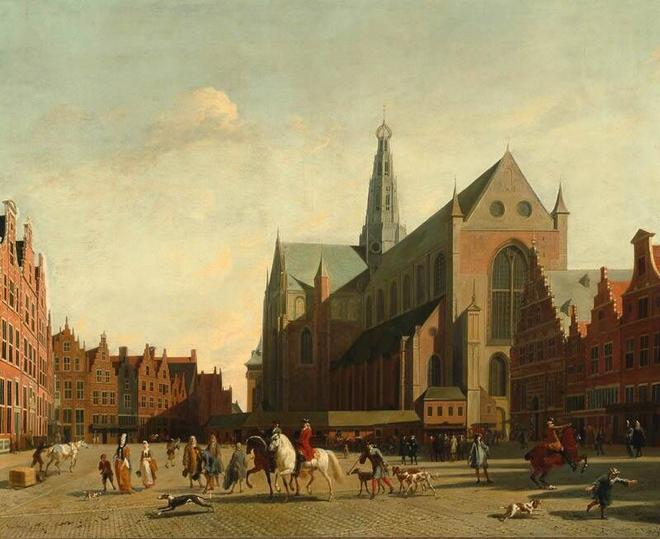
Vista del Gran Mercado de Haarlem con la iglesia de San Bavón, óleo sobre lienzo, 105,5 x 129 cm, Haarlem, Frans Hals Museum. Firmado junto con Adriaen Oudendijck, autor de las figuras.

Dirck Maas (Haarlem, 1656-1717) fue un pintor barroco neerlandés especializado en la pintura de paisajes italianizantes y urbanos, frecuentemente animados con escenas de caballería.
Bautizado el 12 de septiembre de 1656, se formó con Hendrick Mommers y Nicolaes Berchem, convirtiéndose en continuador de sus paisajes italianizantes. En 1675 firmó y fechó la primera obra conocida, aunque su ingreso en la guilda de San Lucas no tendría lugar hasta 1678. Por encargo del estatúder Guillermo III de Orange y con destino al Palacio Het Loo pintó algunas escenas de cacería. En 1690 viajó con Guillermo III y su ejército a Inglaterra con objeto de pintar de primera mano la batalla del Boyne.
De regreso a Haarlem, el 6 de julio de 1694 se casó con Aletta van Vaerle, con quien tuvo siete hijos, nacidos entre 1695 y 1705. En 1697 se inscribió en la Confrerie Pictura de La Haya, aunque no es probable que mudase su residencia. Falleció en Haarlem el 25 de diciembre de 1717 y fue enterrado en la iglesia de San Bavón.